# Lijst van voetbalinterlands China - Filipijnen (vrouwen)
Deze lijst van voetbalinterlands is een overzicht van alle officiële voetbalinterlands tussen de nationale vrouwenteams van China en de Filipijnen. De landen hebben tot nu toe vijf keer tegen elkaar gespeeld.

## Wedstrijden
| № | Plaats        | Datum             | Competitie                   | Wedstrijd          | Uitslag |
| - | ------------- | ----------------- | ---------------------------- | ------------------ | ------- |
| 1 | Xiamen        | 12 januari 1989   | Vriendschappelijk            | China − Filipijnen | 9 − 0   |
| 2 | Kota Kinabalu | 24 september 1995 | Aziatisch kampioenschap 1995 | China − Filipijnen | 21 − 0  |
| 3 | Guangzhou     | 9 december 1997   | Aziatisch kampioenschap 1997 | China − Filipijnen | 16 − 0  |
| 4 | Taipei        | 9 december 2001   | Aziatisch kampioenschap 2001 | China − Filipijnen | 10 − 0  |
| 5 | Amman         | 9 april 2018      | Aziatisch kampioenschap 2018 | China − Filipijnen | 3 − 0   |

## Samenvatting
| Competitie              | Totaal gespeeld | Winst China | Gelijk | Winst Filipijnen | Doelsaldo China – Filipijnen |
| ----------------------- | --------------- | ----------- | ------ | ---------------- | ---------------------------- |
| Aziatisch kampioenschap | 4               | 4           | 0      | 0                | 50 − 0                       |
| Vriendschappelijk       | 1               | 1           | 0      | 0                | 9 − 0                        |
| Totaal                  | 5               | 5           | 0      | 0                | 59 − 0                       |